# Società degli adoratori di Dio

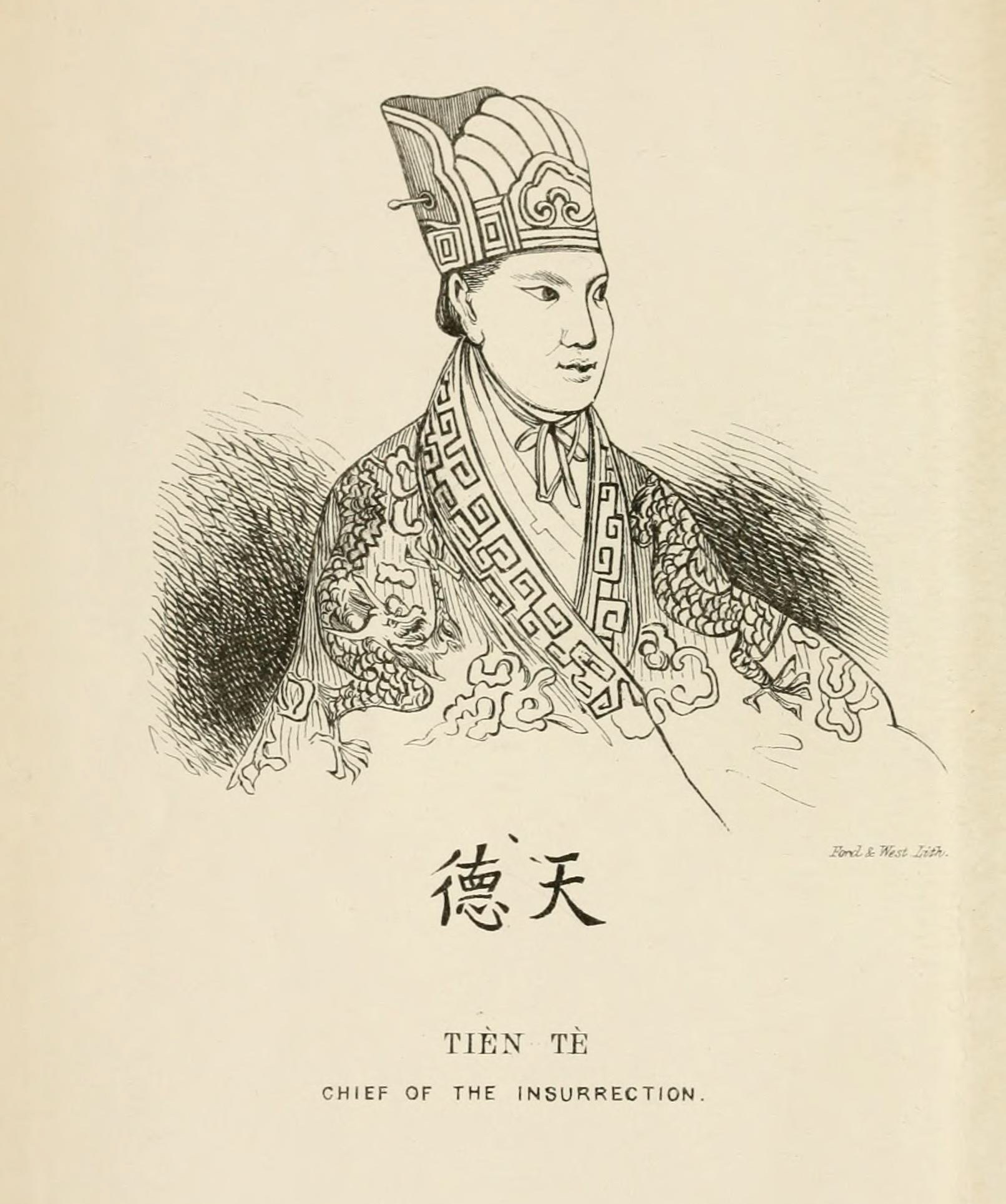
Hong Xiuquan, l'autoproclamato fratello minore di Gesù Cristo che ha avviato la Società

La Società degli adoratori di Dio (拜上帝會T, 拜上帝会S, Bài Shàngdì HuìP) fu un movimento religioso fondato e guidato da Hong Xiuquan, il quale attingeva la sua personale interpretazione del cristianesimo protestante, combinandolo con la religione popolare cinese, basata sulla fede in Shang Di e con altre tradizioni religiose.
Secondo prove storiche, il suo primo contatto con opuscoli cristiani avvenne nel 1836 quando ricevette direttamente la copia personale de Le Buone parole per ammonire l'epoca del missionario congregazionalista americano Edwin Stevens. Inizialmente lo lesse brevemente senza tuttavia esaminarlo attentamente. Successivamente, Hong affermò di aver sperimentato visioni mistiche in seguito al suo terzo e quarto fallimento scolastico negli esami imperiali, rispettivamente nel 1837 e nel 1843. Dopo questi due eventi, assieme a suo cugino Feng Yunshan, esaminarò attentamente i volantini, arrivando a constatare che fossero "la chiave per interpretare le sue visioni", giungendo alla conclusione che egli era "il figlio di Dio Padre, Shang Di, ed era il fratello minore di Gesù Cristo, a cui era stato ordinato di liberare il mondo dall'adorazione dei demoni".

## Pensiero religioso
La Società Adoratrice di Dio credeva nella filiazione divina,  il concetto scritturale secondo cui tutti i credenti cristiani diventano figli e figlie di Dio quando redenti da Cristo.
Hong non affermava di avere avuto una nascita soprannaturale; ma semplicemente il secondo figlio maggiore di Shang Di dopo Gesù Cristo, con Feng Yunshan come terzo figlio maggiore e Yang Xiuqing il quarto maggiore. Wei Changhui fu riconosciuto come quinto fratello di Gesù, Xiao Chaogui come sesto fratello, Shi Dakai come settimo fratello e il figlio di Hong fu chiamato nipote di Gesù. Gli scritti di Hong Xiuquan esprimevano il rifiuto della divinità di Gesù, per esempio, negando che Gesù avesse compiuto guarigioni miracolose da solo, ma piuttosto che fosse Dio a eseguirle; commentando anche Romani 9, Hong scrisse:
Credeva tuttavia che Gesù fosse un vero figlio di Dio, non un semplice messaggero umano. Hong raffigurava Dio come le divinità popolari cinesi tradizionali come un vecchio con la barba dorata, che indossava una veste nera da drago e aveva una moglie, conosciuta come la Madre Celeste.
Affermò che i figli di Dio includevano Gesù, lui stesso e una schiera di sorelline in cielo, e che Gesù, Yang Xiuqing e lui stesso erano nati da Dio prima che il cielo e la terra esistessero. È probabile che la rappresentazione di Hong di Dio e della sua intima famiglia celeste sia basata sulla sua interpretazione di come "Shang Di creò l'umanità a sua immagine". Hong insisteva anche sul fatto che solo Dio e Gesù potevano essere descritti come sheng (santo), avvertendo i suoi seguaci di non usare questo termine per se stesso; insisteva anche sul fatto che il suo titolo doveva essere scritto in una posizione inferiore a Gesù il "Principe ereditario" "Fratello maggiore celeste" (太子天兄S), che a sua volta doveva essere scritto sotto "Dio Padre Celeste e Grande Shang Di" (天父皇上帝S).

## Il Regno Celeste di Taiping
L'undicesimo giorno del primo mese lunare del 1851, che era anche il compleanno di Hong Xiuquan, la Società Adoratrice di Dio proclamò la Rivolta Jintian contro la dinastia regnante Qing e dichiarò la formazione del Regno Celeste di Taiping, dando così inizio alla Rivolta dei Taiping. Gli adoratori di Dio addestrati a combattere erano considerati "rivoluzionari protestanti". Questo evento è stato descritto dagli storici come il più gigantesco disastro provocato dall'uomo del XIX secolo.